# (10552) Stockholm
(10552) Stockholm – planetoida z pasa głównego asteroid okrążająca Słońce w ciągu 5 lat i 187 dni w średniej odległości 3,12 j.a. Została odkryta 22 stycznia 1993 roku w Obserwatorium La Silla przez Erica Elsta. Nazwa planetoidy pochodzi od Sztokholmu – największego miasta i stolicy Szwecji. Przed jej nadaniem planetoida nosiła oznaczenie tymczasowe (10552) 1993 BH13.